# لاریسا ریسنیر

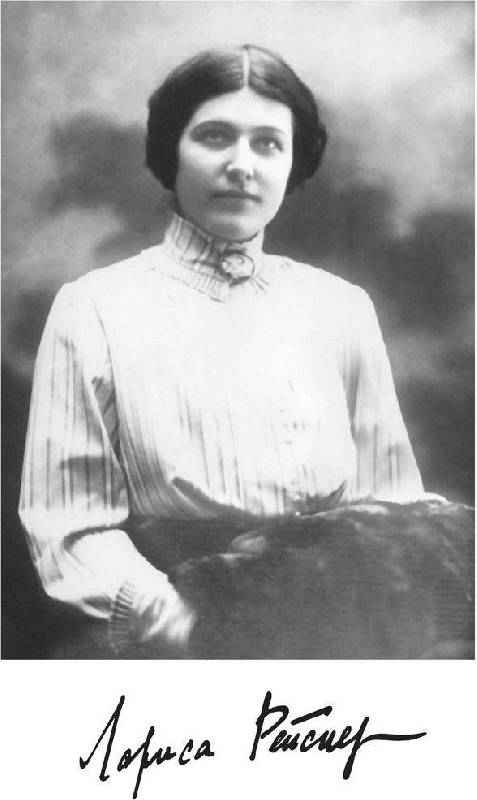
لاریسا ریسنیر رهبر انقلابی بلشویک، عضو ارتش سرخ، مربی، دیپلمات، رئیس باهوش.

لاریسا میخایلوونا ریسنیر (به انگلیسی: Larisa Reisner) متولد ۱۳ می ۱۸۹۵؛ یکی از معروفترین زنان انقلابی بلشویک بود که بویژه به خاطر چهره جذابش شناخته می‌شد.
تروتسکی درباره‌اش نوشته:
«لاریسا چهره‌ای به زیبایی خدایان داشت».
لاریسا ریسنیر در روز ۹ فوریه ۱۹۲۶ در ۳۱ سالگی درگذشت.

## زندگینامه
لاریسا رایسنر در لوبلین، لهستان زاده شد. پدرش، میخائیل آندریویچ رایسنر، حقوق‌دانی با اصالت آلمانی بالتیکی بود که آن زمان در مؤسسه کشاورزی پواوی در نزدیکی لوبلین مشغول به کار بود، و مادرش، اکاترینا، از خاندان اشرافی روسی خیتروو بود.
او سال‌های نخستین کودکی‌اش را در تومسک گذراند، جایی که پدرش در سال ۱۸۹۷ به سمت استاد حقوق در دانشگاه منصوب شد.
بین سال‌های ۱۹۰۳ تا ۱۹۰۷، او و خانواده‌اش در برلین، آلمان زندگی می‌کردند. خانواده به دلیل فعالیت‌های سیاسی پدر به آنجا گریخته بودند و لاریسا در مدرسه ابتدایی ناحیه تسلن‌دورف تحصیل می‌کرد.
پس از انقلاب ۱۹۰۵ روسیه، خانواده به سن‌پترزبورگ نقل مکان کردند، جایی که لاریسا در سال ۱۹۱۲ با مدال طلا از مدرسه فارغ‌التحصیل شد و سپس در دانشگاه سن‌پترزبورگ به تحصیل ادامه داد؛ او در رشته‌های حقوق، زبان و ادبیات، و همچنین روان‌عصب‌شناسی در مؤسسه پژوهشی بختیرف درس خواند.
در جریان جنگ جهانی اول، او مجله ادبی ضدجنگی به نام رودین منتشر کرد که هزینه آن را والدینش با گرو گذاشتن دارایی‌هایشان تأمین کردند.